# Baudenkmäler in Südtirol
Es gibt mehr als 4800 Baudenkmäler in Südtirol. Ihr Schutz und ihre Pflege fallen in den Aufgabenbereich der Abteilung Denkmalpflege der Südtiroler Landesverwaltung. 

## Geschichte
Erste Bemühungen um Denkmalschutz im damaligen Kronland Tirol gehen auf die Mitte des 19. Jahrhunderts zurück, etwa auf das Wirken von Karl Atz; ein offizielles Denkmalamt entstand in Österreich-Ungarn allerdings erst 1911; in dessen Auftrag wirkte ab 1912 Josef Garber in Tirol. Nach der Annexion Südtirols durch Italien infolge des Ersten Weltkriegs übernahm die Denkmalschutzbehörde in Trient auch für Südtirol die Zuständigkeiten für Denkmalpflege. 1939 trat das Denkmalschutzgesetz in Kraft, das im Wesentlichen bis 2004 seine Gültigkeit behielt. In den Jahren nach dem Zweiten Weltkrieg kümmerte sich in erster Linie Nicolò Rasmo um die Südtiroler Baudenkmäler, 1973 übernahm das Land Südtirol im Zuge des Zweiten Autonomiestatuts die entsprechenden Kompetenzen und gründete das Landesdenkmalamt. Erster Landeskonservator wurde Karl Wolfsgruber (1973–1982). Unter seiner Ägide begannen die Arbeiten an der systematischen Erstellung von Denkmallisten, die 1988 unter seinem Nachfolger Helmut Stampfer (1983–2007) ihren Abschluss fanden. Während Stampfers Amtszeit erfolgte die Umbenennung des Denkmalamts in Abteilung Denkmalpflege, die die Ämter Bau- und Kunstdenkmäler, Bodendenkmäler und das Südtiroler Landesarchiv umfasst. Von 2008 bis 2013 amtierte Leo Andergassen als Landeskonservator. Kurzfristig stand Waltraud Kofler-Engl 2014–2015 der Abteilung vor, seit 2018 wird diese von Karin Dalla Torre geleitet.

## Rechtliche Aspekte
Das Land Südtirol verfügt über primäre Gesetzgebungskompetenzen im Bereich Denkmalschutz. Dennoch finden in erster Linie staatliche Vorschriften Anwendung, während die Landesgesetze nur südtirolspezifische Aspekte regeln. Die Denkmalschutzbindung eines Baudenkmals erfolgt über einen Beschluss der Landesregierung.

## Denkmallisten
In Südtirol wurden zwischen 1973 und 1988 flächendeckend Denkmalschutzlisten für alle Gemeinden erstellt. 1991 erschien bei der Verlagsanstalt Athesia ein Gesamtverzeichnis als Publikation Baudenkmäler in Südtirol. Anstelle einer Neuauflage entschied man sich für die Einrichtung des Monumentbrowsers auf der Website der Abteilung Denkmalpflege. Dort ist ein ständig aktualisiertes Verzeichnis der über 4800 Baudenkmäler frei zugänglich.